# Europsko prvenstvo u košarci za žene – Izrael 1991.
Europsko prvenstvo u košarci za žene 1991. godine održalo se u Izraelu 1991. godine.